# 648년

## 연호
- 당(唐) 정관(貞觀) 22년
- 신라(新羅) 태화(太和) 2년
- 일본(日本) 다이카(大化) 4년

## 기년
- 당(唐) 태종(太宗) 22년
- 신라(新羅) 진덕여왕(眞德女王) 2년
- 고구려(高句麗) 보장왕(寶臧王) 7년
- 백제(百濟) 의자왕(義慈王) 8년

## 사건
- 음력 3월, 백제의 장수 의직은 신라의 서쪽 변방 요거(腰車) 등 십여개의 성을 습격하여 빼앗았다.
- 음력 4월, 백제 군이 옥문곡(玉門谷)으로 진격하였으나, 신라 장군 김유신이 이를 맞이하여, 다시 싸우니 의직이 대패하였다.

## 사망
- 당나라 초기 대신, 방현령이 향년 70세로 사망하다.

## 참고 문헌
- 김부식 (1145), 《삼국사기》  〈권28 백제본기 제육(百濟本紀第六) 의자왕(위키문헌 번역본)〉  /(국사편찬위원회 > 한국사데이타베이스 번역본)